# Уравнения на Навие-Стокс
Уравненията на Навие-Стокс е система от частни диференциални уравнения, описваща движението на вискозен Нютонов флуид. Уравненията на Навие-Стокс са едни от най-важните в хидродинамиката и се прилагат в математическото моделиране на много природни явления и технически задачи. Носят имената на френския физик Анри Навие и британския математик Джордж Стокс.
Системата се състои от две уравнения:
- уравнение на движението,
- уравнение за непрекъснатост.

Те се записват по следния начин във векторна форма (в случай на несвиващ се флуид):
{\displaystyle {\frac {\partial {\vec {v}}}{\partial t}}=-({\vec {v}}\cdot \nabla ){\vec {v}}+\nu \Delta {\vec {v}}-{\frac {1}{\rho }}\nabla p+{\vec {f}},}
{\displaystyle \nabla \cdot {\vec {v}}=0,}
където {\displaystyle \nabla } е операторът на Хамилтон, {\displaystyle \Delta } — оператор на Лаплас, {\displaystyle t} — време, {\displaystyle \nu } — коефициент на кинематичен вискозитет, {\displaystyle \rho } — плътност, {\displaystyle p} — налягане, {\displaystyle {\vec {v}}=(v^{1},\dots ,v^{n})} — векторно поле на скоростите, {\displaystyle {\vec {f}}} — векторно поле на силите, въздействащи на масата. Неизвестните {\displaystyle p} и {\displaystyle {\vec {v}}} са функции на времето {\displaystyle t} и координатата {\displaystyle x\in \Omega }, където {\displaystyle \Omega \subset \mathbb {R} ^{n}}, {\displaystyle n=2,3} е плоска или триизмерна област, в която се движи флуидът. Обикновено към системата уравнения на Навие-Стокс се добавят гранични и начални условия, например
{\displaystyle {\vec {v}}|_{\partial \Omega }=0,}
{\displaystyle {\vec {v}}|_{t=0}={\vec {v}}_{0}.}
Понякога към системата уравнения на Навие-Стокс се включват допълнително и уравнението за топлопроводност и уравнението на състоянието.
Ако се отчете свиването на флуида, уравненията на Навие-Стокс придобиват следния вид:
{\displaystyle \rho \left({\frac {\partial v_{i}}{\partial t}}+v_{k}{\frac {\partial v_{i}}{\partial x_{k}}}\right)=-{\frac {\partial P}{\partial x_{i}}}\,+\,{\frac {\partial }{\partial x_{k}}}\left\{\mu \left({\frac {\partial v_{i}}{\partial x_{k}}}+{\frac {\partial v_{k}}{\partial x_{i}}}-{\frac {2}{3}}\,\delta _{i,k}\,{\frac {\partial v_{l}}{\partial x_{l}}}\right)\right\}\,+\,{\frac {\partial }{\partial x_{k}}}\left(\zeta \,{\frac {\partial v_{l}}{\partial x_{l}}}\delta _{i,k}\,\right),}
където {\displaystyle \mu } е коефициентът на динамичен вискозитет, {\displaystyle \zeta } – „втори вискозитет“.
|  | Тази страница частично или изцяло представлява превод на страницата „Уравнения Навье—Стокса“ в Уикипедия на руски. Оригиналният текст, както и този превод, са защитени от Лиценза „Криейтив Комънс – Признание – Споделяне на споделеното“, а за съдържание, създадено преди юни 2009 година – от Лиценза за свободна документация на ГНУ. Прегледайте историята на редакциите на оригиналната страница, както и на преводната страница, за да видите списъка на съавторите. ВАЖНО: Този шаблон се отнася единствено до авторските права върху съдържанието на статията. Добавянето му не отменя изискването да се посочват конкретни източници на твърденията, които да бъдат благонадеждни. |